# Xanthorhoe suffusa
Xanthorhoe suffusa là một loài bướm đêm trong họ Geometridae.